# Йоаким Осоговски
 Тази статия е за светеца.  За църквата в Община Кюстендил вижте Свети Йоаким Осоговски (Кутугерци).  
Йоаким Осоговски, наричан понякога и Яким Осоговски или Сарандапорски, e български светец и отшелник. Заедно с Гавриил Лесновски и Прохор Пчински, той е сред най-известните последователи на свети Иван Рилски.
Йоаким Осоговски умира на 16 август 1105 година. На тази дата Българската православна църква чества паметта му.

## Биография
Живее по времето на византийското владичество над българските земи. Точните му дата и месторождение са неизвестни, въпреки че от изображенията му може да се предположи, че е роден около средата на XI век, а от житието му (според което е дошъл Осоговската планина от запад - Иван Снегаров предполага, че идва от Зета), че е роден някъде в земите на сръбските княжества, които в тази епоха също са доминирани от Византия.
Търсейки монашеско убежище, Йоаким се свързва с болярин от село Градец, недалеч от Крива паланка (днес - в Северна Македония), който му предоставя за това една пещера край река Сарандапор, днешната Крива река. По тези места той прекарва живота си като отшелник, в пост и молитва, а населението го почита като светец.

## Култ
Светецът се явява на заселилия се в обителта му и приел монашеското име Теофан овдовял свещеник Теодор от Овче поле и той открива чудотворните му мощи, които полагат в построената в негова памет църква.
През XII век култът на свети Йоаким става толкова популярен в Северозападна Македония, че около храма е изграден манастир (вероятно при управлението на Мануил I Комнин), станал известен като Осоговски манастир. Там по подобие на житието на свети Иван Рилски е създадено житие на свети Йоаким, познато по по-късни преписи, както и служба на светеца.
Около средата на XIV век култът към свети Йоаким се разпространява и в източните български земи, а края на XIV век се пренася и в Русия.

## Памет
На Йоаким Осоговски е наречена улица в квартал „Сухата река“ в София (Карта).